# Астверк

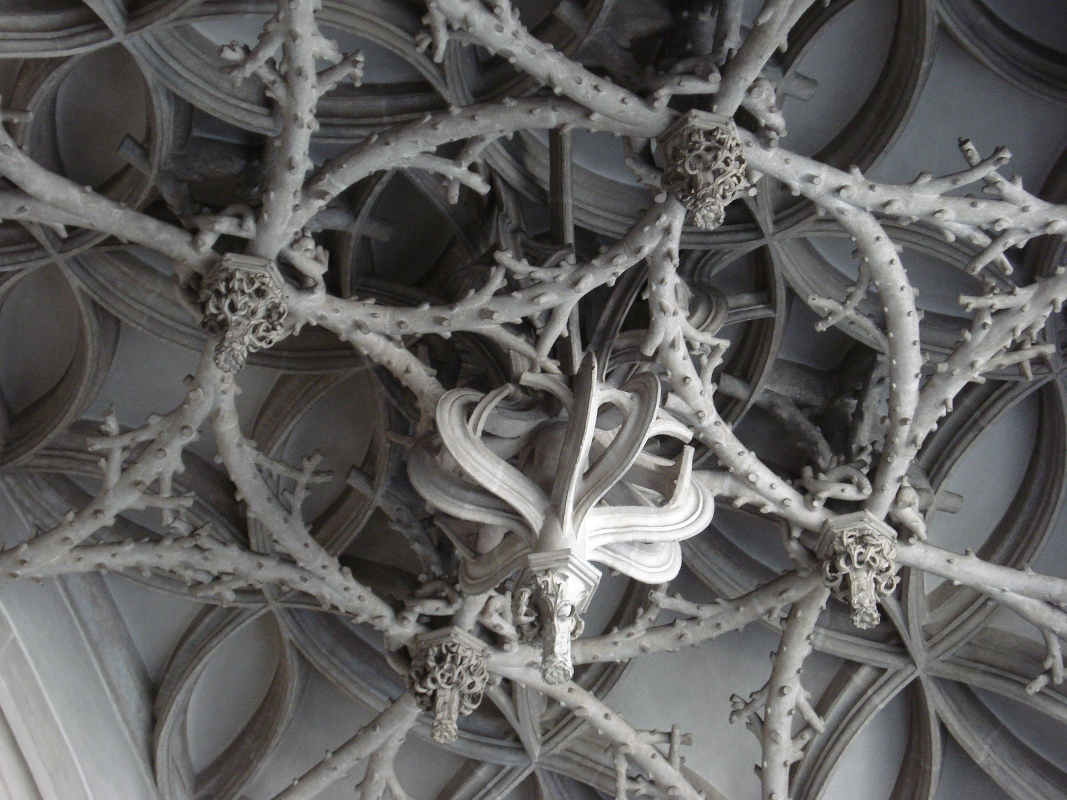
Орнамент астверк на своде капеллы Св. Иакова. 1510—1515. Собор Богоматери. Ингольштадт, Бавария

Астверк (нем. Astwerk, от нем. Ast — сук, ветка и нем. Werk — произведение, работа) — разновидность орнамента, натуралистически трактованный мотив переплетения веток, сучьев, характерный для искусства готического стиля в Германии 1480—1525 годов. «Колючий» вид такого орнамента связывают с символикой тернового венца. В иной версии происхождение орнамента астверк соотносят с теорией возникновения искусства архитектуры из переплетённых ветвей, примитивного шалаша, так называемой «Хижины Витрувия», подробно изложенной в «Эссе об архитектуре» Марка-Антуана Ложье (1753).
Мотив астверка использовали в гравюрах по дереву и резьбе по камню — в декоре порталов, архивольтов, балдахинов, капителей колонн. Астверк относят к типу орнамента, называемого масверком («расчерченного по нанесённым размерам»), несмотря на то, что последний чаще подразумевает геометрический рисунок. Орнамент астверка может быть расписным, рельефным или сквозным (ажурным).
Схожий мотив, часто повторяющийся в навершиях резных деревянных алтарей Южной Германии, называют ранкенверк. Новая волна популярности орнамента астверка связана с искусством Северного Возрождения, в частности изделий немецкого художественного серебра XVI—XVIII веков. Соединение готических традиций с влияниями итальянского барокко и маньеризма, орнаментальных гравюр кляйнмайстеров, подсказало златокузнецам Аугсбурга и Нюрнберга идею изготавливать ножки металлических бокалов и кубков в форме переплетённых ветвей — астверка. Такие кубки вошли в историю искусства под названием «ветвистых», или «астпокале» (нем. Astpokale, от Ast — сук, ветка и Pokal — кубок). Считается, что одним из первых подобный кубок из серебра сделал (либо нарисовал) выдающийся художник Северного Возрождения Альбрехт Дюрер (помимо живописи и гравюры Дюрер усвоил от своего отца искусство ювелира).
Мотивы астверка можно встретить и в искусстве саксонских мастеров, в чеканке по металлу, а также в резном декоре стенных панелей, росписи изделий из фаянса.